# Yázigi
Yázigi é uma rede de escolas de idiomas. O Yázigi faz parte da multinacional Pearson PLC, juntamente com as empresas Wizard e Skill idiomas.

## História
O Yázigi surgiu com uma sala no 14º andar do Ed. Britânia, na cidade de São Paulo em 1950 e continuou crescendo. Os fundadores do Yázigi foram Fernando Heraclio Silva e César Yázigi, ambos falecidos. O irmão de Fernando, Itamar Silva, também foi responsável pelo crescimento do Instituto de Idiomas em todo o Brasil. O Yázigi foi uma das pioneiras franquias de serviços do Brasil e a primeira a integrar internet com sala de aula de forma organizada, entre outras inovações.
Na história da empresa, o nome foi escolhido pelo sobrenome de César Yázigi que deixou a franquia em 1962. Fernando Silva nascido na Bahia, junto com seu irmão dirigiu a empresa. Fernando teve 4 filhos com Catherine Silva e um deles Ricardo, Ricardo Young Silva, presidiu a empresa durante vários anos e depois passou a presidência para  Alexandre Silva, filho de Itamar Silva que ocupou o cargo de presidente até a venda para o Grupo Multi.
Em 2006, foi agraciado pela revista Pequenas Empresas & Grandes Negócios com o prêmio máximo de melhor franquia do ano.
Durante um período foi chamado de Yázigi Internexus devido a uma fusão entre a empresa brasileira Yázigi e a estrangeira Internexus. Após a transferência em 2010 para o Grupo Multi, o nome passou a ser oficialmente apenas Yázigi.
Em 23 de novembro de 2010 foi comprado pelo Grupo Multi Holding por 100 milhões por ser uma marca diferenciada e que valorizaria o Grupo. Tanto assim que em 4 de dezembro de 2013 o grupo britânico Pearson, focado em educação e edição de materiais didáticos e também proprietário do Financial Times de Londres, comprou a totalidade do Grupo Multi que inclui várias marcas do segmento por R$ 1,35 bilhão.
O Yázigi está presente em diversas capitais e grandes cidades do Brasil. Também foi a primeira a ter um sistema de franquia no Brasil, além de igualmente ter como marca importante a "House of English". O nome inicial do Yázigi foi "Instituto de Idiomas Yázigi" e por isso até hoje é chamado de "O" Yázigi.